# Кладбище Райниса
Кладбище Райниса (латыш. Raiņa kapi) — одно из главных исторических кладбищ Риги. Находится на улице Айзсаулес.
Рядом с кладбищем находятся Братское и Лесное кладбище.

## История
Названо в честь классика латышской литературы Райниса, похороненного здесь же.
Открыто в 1929 году градоначальником Риги Альфредом Андерсоном. Входные ворота кладбища были построены в 1929 году по проекту архитектора A. Бирзениека.

## Известные захоронения
См. категорию Похороненные на кладбище Райниса
На кладбище похоронены известные представители политической и культурной элиты Латвии. В центре кладбища находится могила Райниса (памятник-скульптура Карлиса Земдега, архитектор П. Арендс), рядом захоронены известные писатели и поэты, в том числе и Аспазия, Жан Грива, Мирдза Кемпе, Ян Судрабкалн, Александр Чак, Клавс Элсберг, Карлис Круза, Дора Стучка, Аугуст Апситис, Народные артисты СССР Эдуард Смильгис, Харий Лиепиньш, Юрий Юровский, Народный художник СССР Лео Свемпс, живописец Франциск Варславан, архитектор, академик АН Латвийской ССР Эрнест Шталберг, скульптор Карлис Земдега.
Есть братская могила советских подпольщиков и множество отдельных могил военнослужащих Красной и Советской армии, деятелей партизанского движения и Коммунистической партии Латвии, а также членов их семей.
На кладбище похоронены Герои Советского Союза Пётр Зубов, Георгий Исаков, Виктор Комаров, Алексей Махров, Сергей Кострицкий, Имант Судмалис, Отомарс Ошкалнс, Константин Шкаруба, советский военный деятель Артур Спрогис, Герои Социалистического Труда латвийский советский государственный деятель, академик АН Латвийской ССР Август Кирхенштейн, первый секретарь ЦК КП Латвии Ян Калнберзин, скульптор Теодор Залькалнс, политик Вильгельм Лайвиньш, фотограф Улдис Бриедис.
Ряд надгробий — памятники мемориальной скульптуры (скульптор Я. Бриедис — надгробия Цакулса, 1932, Спилнера, 1937, скульптор Т. Залькалнс — О. Лациса, 1945, скульптор К. Земдега — Э. А. Залите, 1958)
- Памятник Харию Лиепиньшу